# Karl Witzell
Karl Witzell (* 18. Oktober 1884 in Hiesfeld; † 31. Mai 1976 in West-Berlin) war ein deutscher Generaladmiral im Zweiten Weltkrieg und Chef des Marinewaffenhauptamtes.

## Leben
Witzell trat am 1. April 1902 als Seekadett in die Kaiserliche Marine ein und absolvierte seine Grundausbildung auf dem Schulschiff Moltke. In der Folgezeit nahm er an verschiedenen Auslandsfahrten des Kreuzergeschwaders teil und war im deutschen Pachtgebiet Kiautschou mehrere Jahre als Kompanieoffizier und Adjutant bei der Matrosenartillerie-Abteilung tätig. Nach seiner Heimkehr stand er von April bis September 1913 zunächst zur Verfügung der II. Marineinspektion. Anschließend wurde Witzell als Kapitänleutnant und III. Artillerieoffizier auf die Oldenburg versetzt. In dieser Eigenschaft erhielt er das Ritterkreuz des Dannebrog-Ordens und verblieb über den Beginn des Ersten Weltkriegs bis Anfang September 1915 auf dem Großlinienschiff. Anschließend wurde er als Artillerieoffizier auf den Kleinen Kreuzer Elbing versetzt, mit dem er am 31. Mai 1916 an der Skagerrakschlacht teilnahm. Dafür wurde er mit beiden Klassen des Eisernen Kreuzes und des Friedrich-August-Kreuzes ausgezeichnet. Vom 2. Juni bis zum 31. August 1916 war er Witzell in Vertretung als Artillerieoffizier auf den Kleinen Kreuzer Frankfurt, ehe er dann als Navigations- und Erster Offizier auf die Graudenz versetzt wurde. Dieses Kommando behielt er bis über das Kriegsende hinaus bei.
Ab 2. Februar 1920 wurde er als Artillerieoffizier der Kommandantur Wilhelmshaven zugeteilt und zeitgleich Mitglied einer Unterkommission der Marinefriedenskommission. In dieser Funktion versuchte er möglichst viel für die artilleristischen Verteidigungsmöglichkeiten der deutschen Küsten mit den Siegermächten auszuhandeln. Am 29. Juni 1920 hatte man Witzell zum Korvettenkapitän befördert und ab 5. Februar 1921 wurde er Dezernent in der Waffenabteilung der Marineleitung. Kurzzeitig wurde er vom 11. bis 31. Januar 1926 Erster Offizier auf dem Linienschiff Braunschweig und in gleicher Funktion vom 1. Februar 1926 bis 30. September 1927 auf der Schleswig-Holstein. Dort erfolgte am 1. April 1927 auch seine Beförderung zum Fregattenkapitän. Anschließend versah er seinen Dienst wieder als Dezernent. Am 1. Oktober 1928 wurde er zum Chef der Marinewaffenabteilung und am 1. Oktober 1934 zum Chef des Marinewaffenamtes ernannt. In der Zwischenzeit war er am 1. Dezember 1928 zum Kapitän zur See und am 1. September 1933 zum Konteradmiral befördert worden. Auch nach der Umbenennung der Marineleitung in Oberkommando der Kriegsmarine verblieb Witzell auf seinem Posten. Er hatte in seiner Funktion einen ganz entscheidenden Einfluss auf die Entwicklung und Konstruktion der Marinewaffen.

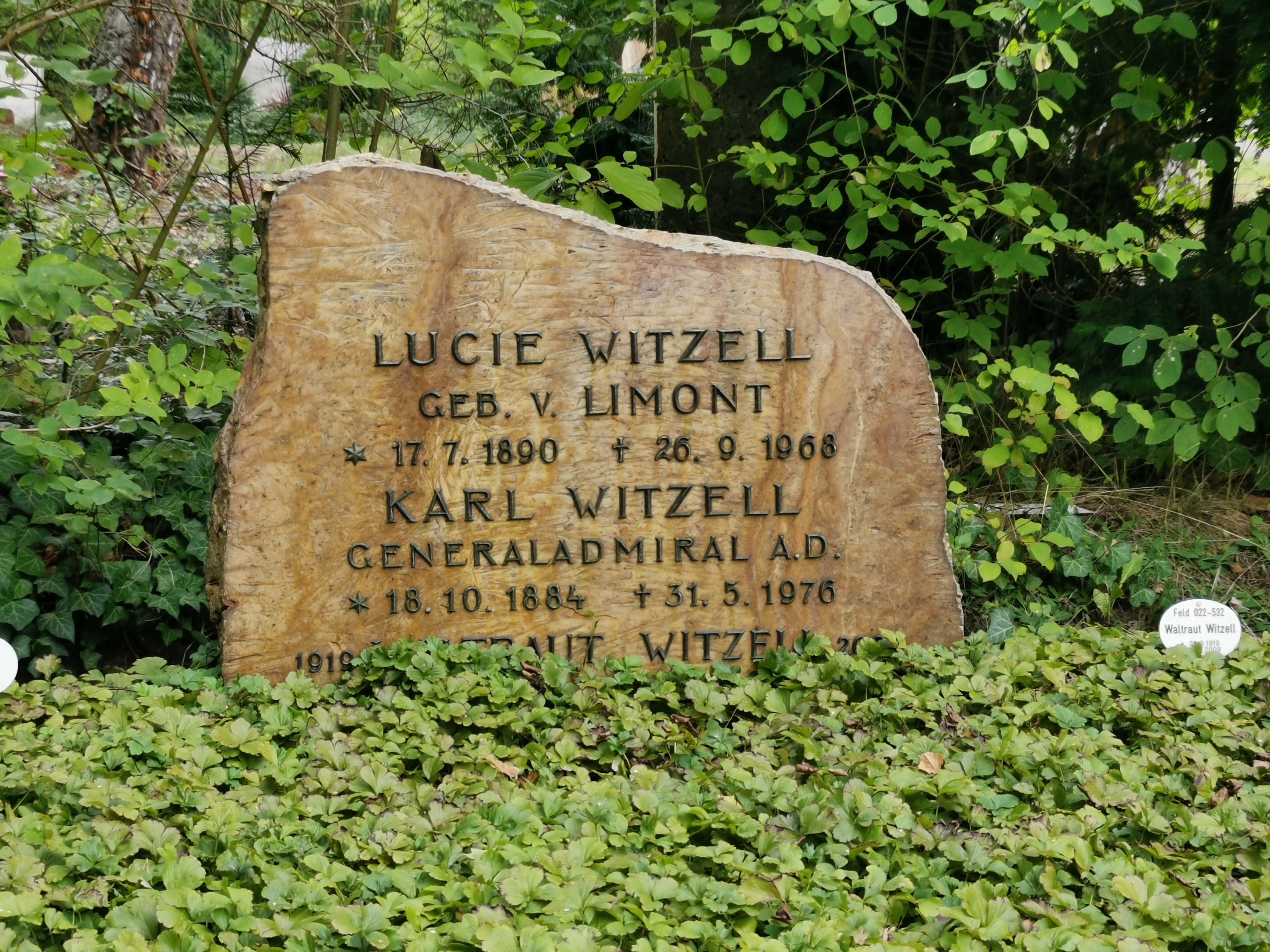
Grabstelle auf dem Waldfriedhof Zehlendorf in Berlin-Nikolassee

Nach Ausbruch des Zweiten Weltkriegs wurde er am 7. November 1939 Chef des Marinewaffenhauptamtes im Oberkommando der Marine. Am 1. April 1941 zum Generaladmiral befördert, schied er am 31. August 1942 aus dem aktiven Dienst aus und wurde am 1. Oktober 1942 zur Verfügung der Kriegsmarine gestellt, jedoch nicht mehr zum aktiven Wehrdienst herangezogen. Er wurde in den Präsidialrat des Reichsforschungsrates berufen und schließlich am 6. Oktober 1942 „in Anerkennung seiner hohen Verdienste um die Waffenentwicklung und Rüstung des Deutschen Reiches“ mit dem Ritterkreuz des Kriegsverdienstkreuzes mit Schwertern ausgezeichnet.
Trotz Beendigung seiner militärischen Laufbahn wurde Witzell im Mai 1945 russischer Kriegsgefangener und in der Sowjetunion am 25. Juni 1950 von einem Militärtribunal wegen Kriegsverbrechen zu einer 25-jährigen Haftstrafe verurteilt. Am 7. Oktober 1955 kam er mit den letzten deutschen Kriegsgefangenen aus der Sowjetunion („Heimkehr der Zehntausend“) nach Friedland. Er wurde Gründungsmitglied der Arbeitsgemeinschaft für Wehrtechnik.